# Transvaal Köztársaság zászlaja
A zászló, a 19. század közepétől, a 20. század legelejéig fennálló Dél-afrikai búr állam, a Transvaal Köztársaság zászlaja volt. A zászló önmagában egy függőleges zöld, egy vízszintes piros, egy vízszintes fehér és egy vízszintes kék sávból áll.

## Használata

### Régen (Transvaal Köztársaság)
Régen, mint nemzeti zászlót és hadi lobogót használták a Transvaal Köztársaság területén. 
A zászlót a búrok az ő nyelvükön (afrikaans) úgy hívták, hívják, hogy "Vierkleur", ami azt jelenti magyarul, hogy "négy szín". A nemzeti zászló első változatát Dirk van der Hoff tervezte.
A régi függetlenséget visszaállítani célzó 1914–1915-ös búr felkeléskor a felkelők Transvaal zászlaja alatt vonultak fel és egyik vezetőjük Manie Maritz ezredes egy egységes búr állam létrehozását tervezte (lásd: Dél-Afrikai Köztársaság (1914–1915)), melynek lobogójául ezt szánta.

### Használata a közelmúltban és ma

A Dél-afrikai Köztársaság zászlója 1928-1994 között, az Apartheid idejében.

Dél-afrikában szintén használták ezt a zászlót az apartheid idejében a nemzeti zászlóban kicsinyítve, az Oranje Szabadállam és a Brit Birodalom zászlói mellett. Egy modern Afrikáner énekes Bok van Blerk koncertjein a közönség soraiban egyesek a régi dél-afrikai (melyet az apartheid idején használtak), máskor a transvaali zászlót lengették, míg a klip egy részében Oranje Szabad Állam zászlaja is látható. Emiatt több vita is kerekedett az előadó körül a közelmúltban.